# Karin Kneffel

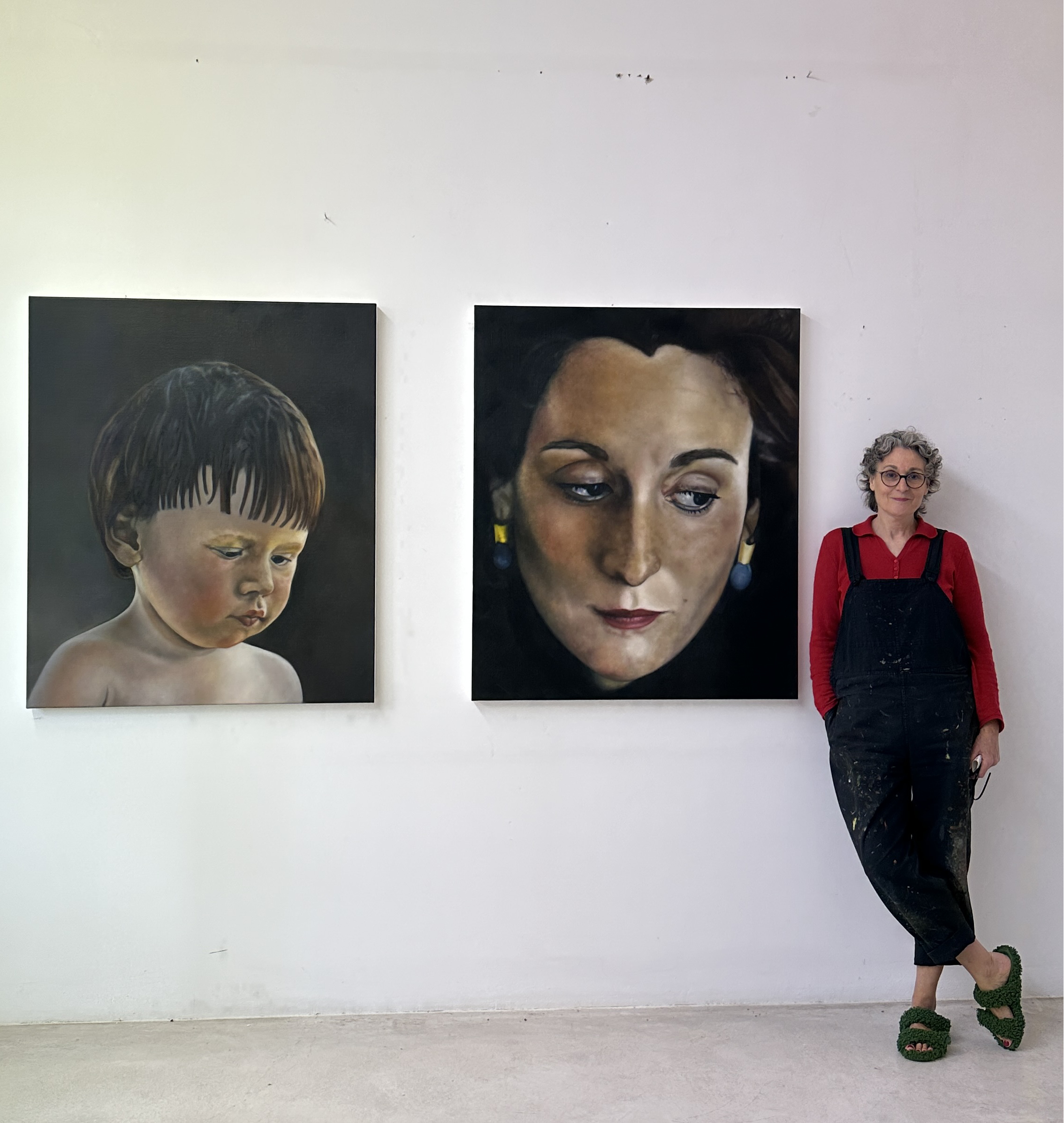
Karin Kneffel 2023

Karin Kneffel (* 13. Januar 1957 in Marl) ist eine deutsche Malerin.

## Leben
Kneffel studierte von 1977 bis 1981 Germanistik und Philosophie an der Westfälischen Universität Münster und an der Universität Duisburg-Essen. Von 1981 bis 1987 studierte sie an der Kunstakademie Düsseldorf bei Johannes Brus, Norbert Tadeusz und wurde dort Meisterschülerin bei Gerhard Richter.
1995 übernahm sie einen Lehrauftrag an der Sommerakademie Augsburg. 1998 wurde sie als Gastprofessorin an die Hochschule für Künste Bremen und 2000 an die Kunstakademie Islands in Reykjavík eingeladen. Von 2000 bis 2008 hatte sie eine Professur für Malerei an der Hochschule für Künste Bremen inne. Von 2008 bis 2023 war sie Professorin an der Akademie der bildenden Künste in München.
Kneffel war Mitglied im Deutschen Künstlerbund. Sie lebt und arbeitet in Düsseldorf.

## Rezeption
„Die Malerin Karin Kneffel zählt zu den wichtigen Vertreterinnen des Neorealismus. Ihre fotorealistisch anmutenden Bilder verbinden Realismus und Surrealismus. In ihren Bildern zeigt sie Alltägliches, das durch Spiegelungen und Überlagerungen eine zweite Ebene erhalten. Wie flüchtige Momente erinnern ihre Szenerien an Traumartiges.“

## Auszeichnungen und Ehrungen
- 2019: Mitglied der Nordrhein-Westfälischen Akademie der Wissenschaften und der Künste
- 2016: Cologne-Fine-Art-Preis[2]
- 2011: Preis der Helmut-Kraft-Stiftung
- 1995/96: Rompreis Villa Massimo, Rom
- 1994: Lingener Kunstpreis
- 1992: Stiftung Kunstfonds Bonn
- 1991: Karl-Schmidt-Rottluff-Stipendium
- 1984/85: Stipendium an der Cité Internationale des Arts, Paris

## Einzelausstellungen (Auswahl)
- 2024: Come in, Look out., Museum Küppersmühle, Duisburg
- 2024: Face of a Woman, Head of a Child, Museum Franz Gertsch, Burgdorf, Schweiz
- 2023: Face of a Woman, Head of a Child, Museum Kurhaus Kleve
- 2022: Karin Kneffel. Im Bild, Franz Marc Museum
- 2022: Karin Kneffel. Im Augenblick, Max Ernst Museum Brühl des LVR
- 2022: Gagosian Gallery,[3] Rom
- 2020: Haymatlos, Dirimart, Istanbul
- 2019: Museum Frieder Burda, Baden-Baden.
- 2019: Karin Kneffel – Still –, Kunsthalle Bremen
- 2018–19: Stillleben, Galerie Rüdiger Schöttle, München
- 2017: Karin Kneffel – Bild im Bild –, Kunstmuseum Bonn
- 2016–17: Galerie Rüdiger Schöttle, München
- 2016: Karin Kneffel, Gagosian Gallery, Los Angeles.[4]
- 2016: Gemeinschaftsausstellung Einfühlung und Abstraktion. Die Moderne der Frauen in Deutschland, Kunsthalle Bielefeld.
- 2015: Fallstudien. Arbeiten auf Papier, Käthe Kollwitz Museum Köln; Kunstmuseum Bremerhaven
- 2015: Karin Kneffel, Galerie Friese, Berlin
- 2014: la ventana y el espejo (the window and the mirror'), MAC Museo de Arte Contemporáneo, A Coruña, Spanien
- 2014: Pavilion, The absence of the original, Mies van der Rohe Pavilion, Barcelona
- 2013: Butter never crossed my mind, Galerie Schönewald, Düsseldorf
- 2012: Karin Kneffel, Gagosian Gallery, New York
- 2010: Karin Kneffel, Werke 1990–2010, Kunsthalle Tübingen.
- 2009: Ausstellung Kunstpreis der Böttcherstraße in Bremen (nominiert)
- 2009: Haus am Stadtrand, Museum Haus Esters, Krefeld[5]
- 2008: _feuer, Kunst-Station Sankt Peter Köln
- 2008: Looking Glass, Galerie Klaus Gerrit Friese, Berlin; weitere Station // traveled to: Städtische Galerie, Offenburg
- 2007: German Painting, Marlborough Fine Art Ltd., London
- 2006: Verführung und Distanz, Mönchehaus Museum Goslar, Ulmer Museum, Sinclair-Haus, Bad Homburg.
- 2001: Karin Kneffel, Kunsthalle Emden
- 2000: Galerie Bob van Orsouw, Zürich
- 1999: Musee Jean de La Fontaine, Chateau-Thierry
- 1997: Galerie Rüdiger Schöttle, München
- 1997: Accademia Tedesca Villa Massimo, Rom
- 1996: Le Case d‘Arte Galerie Pasquale Leccese, Mailand
- 1995: The Corridor, Reykjavik
- 1994: Karin Kneffel, Kunsthalle Bremerhaven
- 1994: Karin Kneffel, Het Kruithuis, Stedelijk Museum voor Hedendaagse Kunst, s'Hertogenbosch, Niederlande
- 1993: Galerie Senda, Barcelona
- 1992: Galerie Rüdiger Schöttle, Paris
- 1990: Galerie Schütz, Frankfurt
- 1989: Galerie Sophia Ungers, Köln
- 1984: Galerie Rüdiger Schöttle, München

## Trivia
Acht großformatige Ölgemälde von Karin Kneffel hängen seit 2003 an Bord des Cunard Liners Queen Mary 2. Unter 128 Künstlern aus 16 Ländern, die ihre Bilder auf dem Schiff zeigen, ist sie die einzige deutsche Malerin, der diese Ehre zuteilwurde.
2023 entwarf sie das Motiv des Sessionsordens und eines Sonderordens (Appel und Ei) der Prinzengarde Düsseldorf Blau-Weiss.